# Une belle brute
Une belle brute est un roman psychologique écrit en 1962 par A. E. van Vogt (Canada).
Le champ habituel de rédaction de van Vogt est la science-fiction. Ce livre exprime son intérêt pour la Chine communiste et les méthodes psychologiques utilisées sur des prisonniers de guerre.

## Résumé
En Chine communiste, un groupe de prisonniers de différentes nationalités est soumis à une expérience psychologique destinée à en faire des communistes. Malgré les pressions exercées par le directeur et les codétenus du camp, le personnage principal du roman, usant de ses connaissances psychologiques, parviendra à s'échapper.